# Meninge
Les meninges (del grec μῆνιγ-ξ/-γος, "membrana") són un teixit conjuntiu molt especialitzat que recobreix l'encèfal i el tub neural (medul·la espinal), que tenen una funció de protecció, com impedir lesions i infeccions cerebrals. Es distingeixen tres capes o meninges: la duramàter, la meninge aracnoide i la piamàter (de més externa a més interna).

## Anatomia

### Duramàter
La duramàter és la meninge més externa. La regió externa limita amb el periosti a l'encèfal i amb l'espai epidural al tub neural. Per la part interna limita amb l'espai subdural, just per sota queda la meninge aracnoide. L'espai subdural només apareix com a conseqüència d'una lesió que ocasioni una hemorràgia, en aquest cas la sang forçaria a separar-se les dues capes.

### Meninge aracnoide
La meninge aracnoide o, senzillament, l'aracnoide, és la meninge intermèdia, se situa entre la duramàter i la piamàter. Es tracta d'una capa avascular encara que a través d'ella passin vasos sanguinis que es dirigeixen cap a la piamàter. La meninge aracnoide se subdivideix en tres espais:
- Membrana aracnoide. Està formada per entre 5 i 8 capes de fibroblasts units per unions de tipus GAP.
- Trabècules. Estan fetes de fibres de col·lagen i acaben penetrant la piamàter.
- Espai subaracnoidal. Se situa entre les trabècules i és ple de líquid cefalorraquidi.

### Piamàter
La piamàter és la capa més interna de les meninges i està molt vascularitzada. Es troba en estret contacte amb l'encèfal, resseguint el contorn del teixit cerebral. Tot i estar en estret contacte sempre s'hi interposa una capa de processos glials.

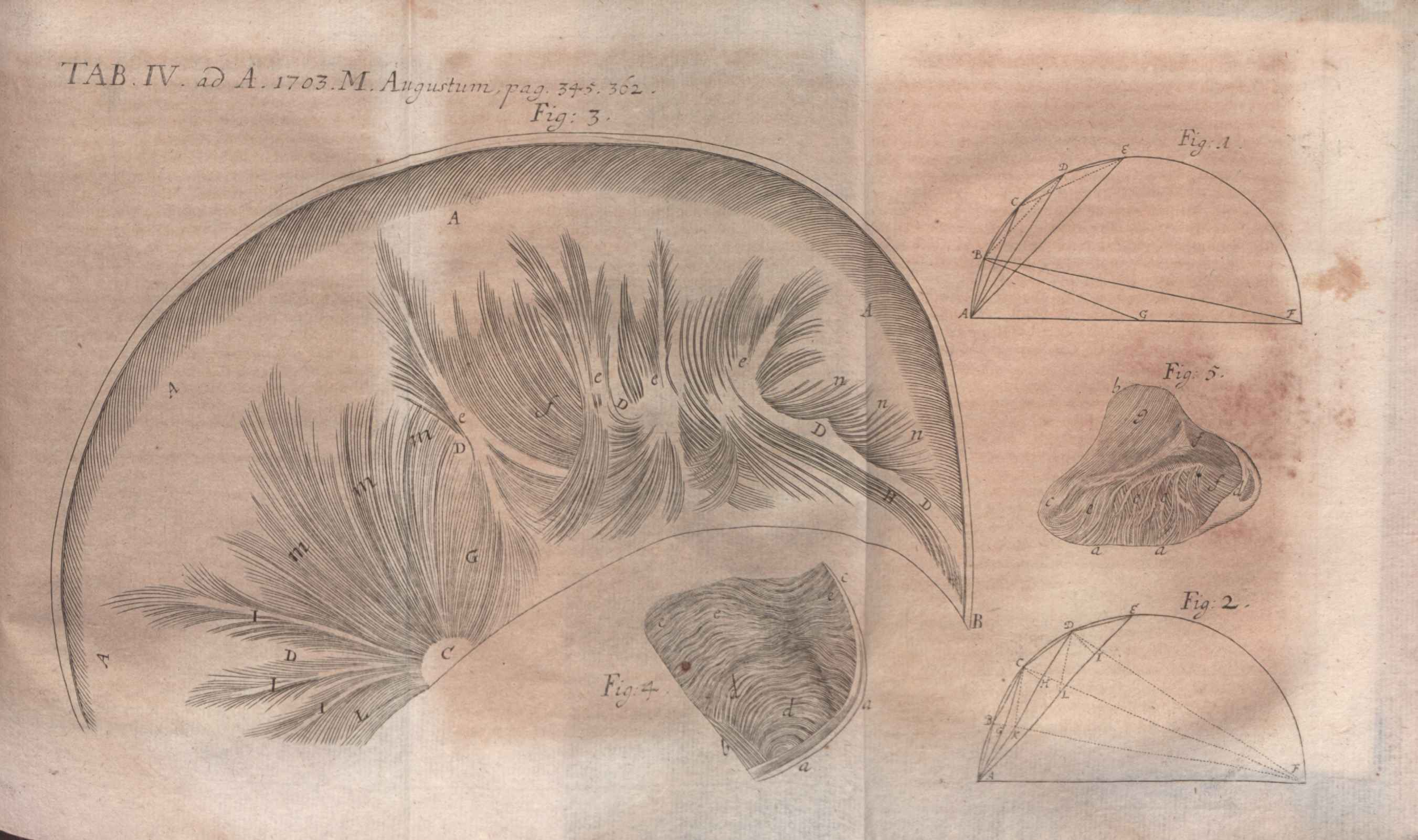
Illustració de la revisió de l'obra d'Antonio Pacchioni Disquisitio anatomicae de durae meningis ... (Acta Eruditorum, 1703)

La piamàter és una capa prima en la que trobem fibroblasts similars als de les trabècules aracnoidees. També hi trobem molts vasos sanguinis rodejats per cèl·lules pials barrejades amb macròfags i limfòcits.